# Иван Андреевич (князь ростовский)
Иван Андреевич (вторая половина XIV—XV век) — последний Ростово-Усретинский князь.
Сын князя Андрея Фёдоровича.
Продал свою часть Ростова (Сретенскую сторону) великому князю Московскому Василию Димитриевичу.
Потомство его старшего сына, Юрия Немого, пресеклось вместе с сыном последнего, Семёном, а потомки младшего сына, Фёдора Голени, писались князьями Голениными-Ростовскими.